# Autodico
Autodico (in greco antico: Ἀὐτόδικος?, Autòdikos; 345 a.C. circa – prima del 281 a.C.) è stato un militare macedone antico.
Fratello di Lisimaco, fu uno dei guardie del corpo di Filippo III Arrideo.

## Biografia
Autodico era uno dei figli di Agatocle, uno stretto collaboratore del re di Macedonia Filippo II, originario della Tessaglia.
I suoi fratelli maggiori erano Alchimaco, che secondo Arriano fu inviato da Alessandro Magno in missione in Ionia nel 334 a.C. e Lisimaco, uno dei Diadochi, che da guardia del corpo di Alessandro Magno era diventato prima satrapo di Tracia e poi re di Tracia, di Macedonia e dell'Asia Minore. Autodico aveva anche un fratello minore, Filippo, che da Curzio Rufo sappiamo che morì in combattimento nel 329 a.C. durante la spedizione macedone in Asia.
Secondo Arriano, Lisimaco, e quindi i suoi fratelli, era di Pella, la capitale della Macedonia, mentre secondo Eusebio, era originario di Crannone in Tessaglia. A sostegno della prima ipotesi, Plutarco sostiene che Lisimaco era "della stessa stirpe" (in greco antico: ὁμοφύλος?, omofilos) di Demetrio, e quindi macedone.
Autodico fu invece una delle guardie del corpo (somatophylakes) di Filippo Arrideo secondo quanto è raccontato da Arriano, I somatophylakes erano sette soldati scelti e fedelissimi, che avevano il compito di vigilare sull'incolumità del sovrano macedone, vivendo a stretto contatto con lui. Quando uno di essi decadeva dalla carica, per morte o per revoca, il re provvedeva immediatamente e personalmente alla sua sostituzione.
Non sappiamo altro della vita di Autodico, se non che aveva una moglie chiamata Adeia. Un ritrovamento epigrafico testimonia infatti che Lisimaco dedicò una statua a sua cognata Adeia, moglie del fratello, presso il santuario di Anfiarao ad Oropo.